# William Beveridge
William Henry Beveridge, 1º Barão de Beveridge (5 de março de 1879 — 16 de março de 1963) foi um economista britânico, notável reformista social liberal e membro do Partido Liberal.
Elaborou em 1942, durante a Segunda Guerra Mundial, o Report on Social Insurance and Allied Services, conhecido como Plano Beveridge, visando libertar o homem da necessidade.
Propôs que todas as pessoas em idade de trabalhar deveriam pagar uma contribuição semanal ao Estado. Esse dinheiro seria posteriormente usado como subsídio para doentes, desempregados, reformados e viúvas. Os subsídios deveriam então tornar-se um direito dos cidadãos, em troca de contribuições, em vez de pensões dadas pelo Estado. Segundo Beveridge, este sistema permitiria um nível de vida mínimo, abaixo do qual ninguém deveria viver. 
Recomendou que o governo inglês deveria encontrar formas de combater os cinco grandes males da sociedade: a escassez, a doença, a ignorância, a miséria e a ociosidade.
Beveridge seguiu o modelo do "seguro doença" do alemão Otto von Bismarck (1883), seguro este que passou a ser uma contribuição obrigatória, feita por todos os trabalhadores, com o objetivo de financiar os cuidados de saúde.
O Plano Beveridge é considerado o responsável pelo surgimento do plano da assistência social moderna.

## Trabalhos
- Unemployment: A problem of industry, 1909. online (Archive.org)
- 'Wages in the Winchester Manors', Economic History Review, Vol. VII, 1936–37.
- Prices and Wages in England from the Twelfth to the Nineteenth Century, 1939.
- Social Insurance and Allied Services, 1942. (The Beveridge Report)[1]
- The Pillars of Security and Other War-Time Essays and Addresses, 1943, republicado em 2014.[2]
- Full Employment in a Free Society, 1944.
- The Economics of Full Employment, 1944.
- Why I am a Liberal, 1945.
- The Price of Peace, 1945.
- Power and Influence, 1953.
- "India Called Them," George Allen & Unwin, 1947
- Plan for Britain: A Collection of Essays prepared for the Fabian Society by G. D. H. Cole, Aneurin Bevan, Jim Griffiths, L. F. Easterbrook, Sir William Beveridge, e Harold J. Laski (Não ilustrado com 127 páginas de texto).[3]
- 'Westminster Wages in the Manorial Era', Economic History Review, 2o. Series, Vol. VIII, 1955.